# Guy-Crescent Fagon
Guy-Crescent Fagon, född den 11 maj 1638, död den 11 mars 1718, var en fransk botaniker och läkare.
Fagon var professor i botanik och kemi vid Jardin des Plantes, och därefter dess föreståndare. Han utsågs 1694 till Ludvig XIV:s livläkare. Fagon bidrog till att försköna Jardin des Plantes och genomförde botaniska exkursioner till Auvergne, Provence, Alperna och Pyrenéerna för att utöka dess samlingar. Han förmådde Louis XIV att beordra flera vetenskapliga expeditioner: med Charles Plumier 
till Amerika, med Louis Feuillée till Peru och Joseph Pitton de Tournefort till Asien.
Fagon var en av de första som konstaterade effekten av vattnet från Barèges och av kinabark. Han var hedersledamot av Franska vetenskapsakademin.